# Ракетники (книга)
Ракетники: Відважна Одіссея Аполлона-8 і астронавтів, які здійснили першу подорож людини на Місяць (англ. Rocket Men: The Daring Odyssey of Apollo 8 and the Astronauts Who Made Man's First Journey to the Moon) — документальна книга 2018 року Роберта Керсона, яка розповідає про місію НАСА «Аполлон-8» 1968 року — першого космічного корабля з екіпажем, який досяг Місяця та безпечно повернувся на Землю, хоч і не сідаючи на поверхню. Книга увійшла до списку бестселерів New York Times.

## Історія створення
Це четверта книга Керсона. Автор написав її на основі сотень годин особистих інтерв'ю зі співробітниками НАСА, технічними експертами, астронавтами (включно з усіма трьома астронавтами «Аполлона-8»).

## Вміст
«Ракетники» — це розповідь про місію «Аполлон-8», особливо про трьох її астронавтів — Френка Бормана, Джеймса Ловелла та Вільяма Андерса. Книга також розповідає про родини астронавтів під час місії.
Дія книги розпочинаються влітку 1968 року, у розпал космічних перегонів, коли СРСР вже випередив США із запуском першого штучного супутника й першого космонавта, й очікується, що СРСР може досягнути Місяця до кінця року — на кілька місяців раніше, ніж США.
Книга містить розділи про кожного астронавта, самі космічні перегони, контекст і хронології місії «Аполлон-8», включно з критичними маневрами та технічними негараздами. Події розгортаються на тлі 1968 року, який, на думку багатьох, був одним із найбільш розбіжних і жорстоких років в історії Америки.

## Відгуки
Книга посіла 7 місце в списку бестселерів «New York Times» й отримала позитивні відгуки критиків. Газета «USA Today» назвала «Ракетників» «першокласною розповіддю про цей чудовий космічний політ» і додала: «Історія „Аполлона-8“ містить багато частин, але Керсон легко об'єднує їх». «New York Times» назвала книгу «захопливим вступом до польоту» космічної місії, у якому «Керсон детально описує місію в виразних, напружених сценах». У статті для «Washington Post» Мері Роуч порівняла «Ракетників» з книгами Альфреда Ленсінга «Витривалість» (1959) та «В розрідженому повітрі» Джона Кракауера (1997), назвавши літературний стиль Керсона «настільки близьким до кіно, наскільки це можливо».
Ще до публікації книги Makeready забезпечив собі права на екранізацію «Ракетників».